# Paul Krumpe
Paul Edward Krumpe (ur. 4 marca 1963 w Torrance, w stanie Kalifornia) – amerykański piłkarz, grający na pozycji obrońcy lub pomocnika.

## Kariera klubowa
Krumpe ukończył West Torrance High School w rodzinnym Torrance w Kalifornii, gdzie grał w drużynie piłkarskiej. Następnie w latach 1982-1985 uczęszczał na University of California w Los Angeles i był członkiem tamtejszego zespołu UCLA Bruins. W 1985 roku ukończył studia na uniwersytecie ze stopniem magistra z astronautyki.
Po ukończeniu uniwersytetu Krumpe został zawodnikiem drużyny piłki nożnej halowej, Chicago Sting, grającej w rozgrywkach Major Indoor Soccer League (MISL). W Chicago Sting grał w latach 1986-1988. W 1988 roku przeszedł do Los Angeles Heat z rozgrywek Western Soccer Alliance. Po roku gry odszedł do Real Santa Barbara z American Professional Soccer League (APSL), gdzie także grał przez rok. W 1991 roku został zawodnikiem innego zespołu APSL, Colorado Foxes. W jego barwach zakończył karierę pod koniec roku.

## Kariera reprezentacyjna
W reprezentacji Stanów Zjednoczonych Krumpe zadebiutował 5 lutego 1986 roku w zremisowanym 0:0 towarzyskim meczu z Kanadą. W 1987 roku grał na Igrzyskach Panamerykańskich. W 1988 roku wystąpił z kadrą olimpijską na Igrzyskach Olimpijskich w Seulu. W 1990 roku został powołany przez selekcjonera Boba Ganslera do kadry na Mistrzostwa Świata we Włoszech. Tam był rezerwowym i nie rozegrał żadnego spotkania. Od 1986 do 1991 roku rozegrał w kadrze narodowej 25 meczów i zdobył jednego gola.